# 4669 Høder
4669 Høder este un asteroid din centura principală, descoperit pe 27 octombrie 1987 de Poul Jensen.